# Sơn Thủy, Thanh Thủy
Sơn Thủy là một xã thuộc huyện Thanh Thủy, tỉnh Phú Thọ, Việt Nam.
Xã Sơn Thủy có diện tích 11,63 km², dân số năm 1999 là 6253 người, mật độ dân số đạt 538 người/km².